# Tabitha St. Germain
Tabitha St. Germain, également connue sous les noms Paulina Gillis Germain, Kitanou St. Germain ou simplement Tabitha, est une actrice et chanteuse américano-canadienne. Reconnue pour sa versatilité, elle a participé à plusieurs productions, dont notamment My Little Pony : Les amies, c'est magique.

## Biographie

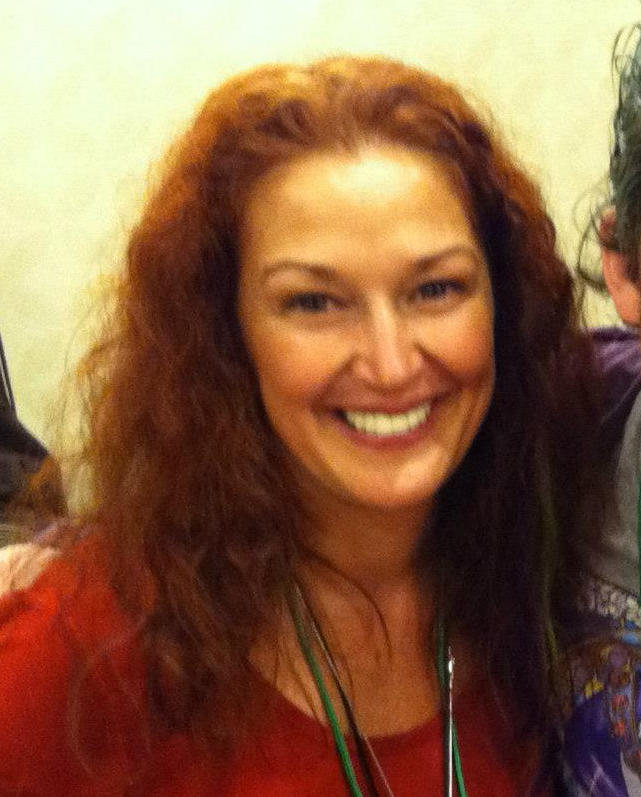
Germain au Everfree Northwest 2012.

Tabitha St. Germain remporte un Dora Award en 1995 pour son travail dans Assassins.